# 羊平镇
羊平镇是中华人民共和国河北省曲阳县所辖的一个镇，位于曲阳县南部，距县城10公里。1961年建羊平公社，1985年改为乡，1991年改为镇。工业以雕刻、板材加工为主，农业以小麦、玉米为主。

## 行政区划
羊平镇下辖以下地区：
南村、中村、北村、南故张村、北故张村、东羊平村、西郭村、屯庄村、北养马村、南养马村、岸下村、元坦村和田庄村。